# Берье, Пьер-Антуан
Пьер-Антуа́н Берье́ (фр. Pierre-Antoine Berryer; 4 января 1790, Париж - 29 ноября 1868, Ожервиль-ла-Ривьер) — французский адвокат и политический деятель, ярый защитник свободы прессы и королевской власти.

## Биография
Пьер-Антуан Берье воспитывался в коллегии ораторианцев в Жюйи (Juilly), предназначался для духовного звания, но предпочел впоследствии адвокатуру.
С 1814 года адвокат в Париже, избирался главой корпорации адвокатов (батоннье); с 1830 года — депутат, легитимист и модернист, либеральный роялист; в 1832 году арестован за участие в заговоре герцогини Беррийской, но оправдан; в 1840 году защищал Луи-Наполеона в процессе о булонском заговоре.
В 1848 году — член учредитительного собрания, в 1852 году протестовал против переворота и удалился в частную жизнь. 
В 1852 году стал академиком, в 1863 году — опять депутатом.

## Творчество
Беррье издал:
- «Discours parlementaires» (5 т., 1872—74),
- «Plaidoyers» (4 т., 1875).